# Katia Wagner

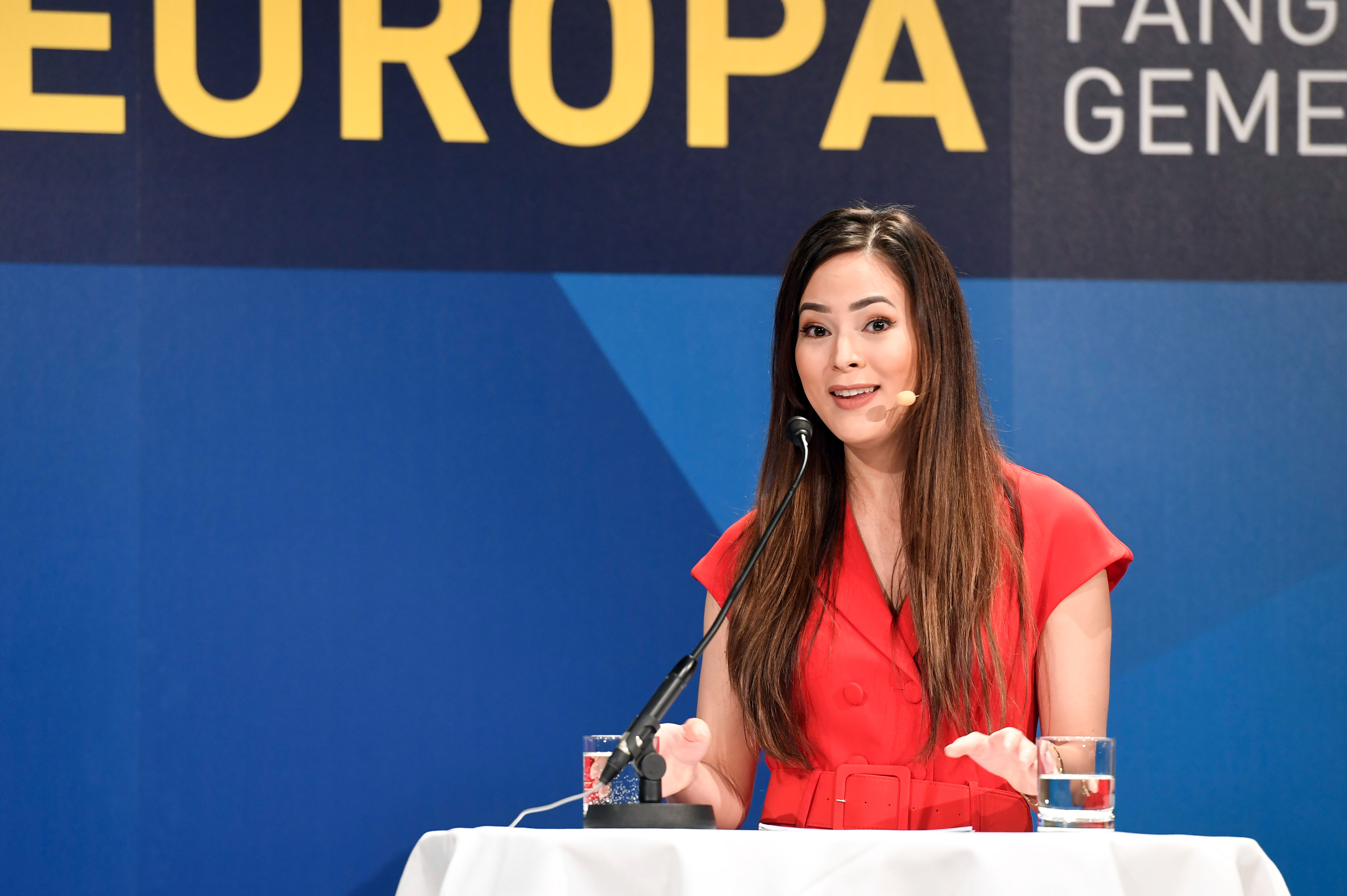
Katia Wagner (2018)

Katia Wagner (* 3. Februar 1988) ist eine österreichische Kolumnistin und Moderatorin. Seit 2017 schreibt und moderiert sie regelmäßig für die Kronen Zeitung.

## Werdegang
Wagner wurde 1988 als Tochter einer Österreicherin und eines Indonesiers geboren. 2013 wurde die Zahnmedizin-Studentin im Odeon Theater in Wien zur Miss Earth Austria gekürt. Bei der internationalen Miss-Earth-Ausscheidung in Manila, Philippinen, belegte sie von 89 Kandidatinnen den 2. Platz und gewann den Titel „Miss Earth Air 2013“. Im Rahmen der Misswahl wurde sie außerdem als Best in Swimsuit (Top 15), Talent (Top 15) und Most Child Friendly (Gruppe 1) gekürt.
2015 moderierte Wagner gemeinsam mit Joey Mead King und US-Moderator Oli Pettigrew die internationale Miss-Earth-Finalnacht in Wien.
Anfang 2017 sorgte sie mit einem Posting auf ihrem Facebook-Account für Aufsehen. Darin machte sie eine Anordnung des Arbeitsinspektorats publik, die Fenster in Kabinen für ein Intim-Waxing in einem Kosmetikstudio forderte. Daraufhin brach eine öffentliche Debatte über Bürokratie aus. Um sich selbst ein Bild von der Situation zu machen, besuchte der damalige Vizekanzler Reinhold Mitterlehner das in Kritik stehende Kosmetikstudio und forderte im Anschluss Gesetzesreformen. Bei einem danach veranstalteten „Bürokratie-Gipfel“, bei dem unter anderem Wagner, der damalige Sozialminister Alois Stöger, ÖGB-Chef Erich Foglar und der Vizekanzler teilnahmen, wurden Maßnahmen für den Abbau von Bürokratie besprochen.
Wagner war außerordentliches Mitglied beim  Österreichischen Wirtschaftsbund.
2021 erhob Wagner öffentlich Belästigungsvorwürfe gegen ihren ehemaligen Arbeitgeber Wolfgang Fellner. Weil Fellner die Vorwürfe als „frei erfunden“ bezeichnet hatte, wurde er von Wagner angezeigt und schließlich am 11. November 2021 vom Straflandesgericht Wien wegen übler Nachrede zu einer Geldstrafe verurteilt.

## Kolumne und Moderation
Im Juni 2017 wurde Wagner als Kolumnistin der Kronen Zeitung präsentiert. Dort schreibt sie bis heute jeden Mittwoch zu den Themen Gesellschafts- und Innenpolitik. Seit April 2018 moderiert Wagner die wöchentliche Diskussionssendung „Katia Wagner #brennpunkt“ auf Krone TV. Von August bis September 2018 moderierte Wagner die Politik-Sommergespräche im Auftrag der Kronen Zeitung.